# Lk II
LK-II — лёгкий танк Германской империи в период Первой мировой войны спроектированный инженерной группой Фольмера. Считается хорошим танком, но конец Первой Мировой войны поставил крест на его производстве. Однако Lk-II выпускался серийно с 1920 по 1921 (тайно и под видом трактора, так как Германии по Версальскому мирному договору запрещалось иметь танки) и поставлялся на экспорт в Венгрию и Швецию.

## История создания
Не принятый к серийному производству легкий танк LK-I, тем не менее, послужил хорошей основой для других модификаций, основной из которых считалась LK-II. Работы над улучшением танка начались в апреле-марте 1918 года и проводилась всё той же конструкторской бригадой под руководством Фолльмера. Спустя чуть более месяца, 13 июня, на рассмотрение комиссии Военного ведомства были представлены модели LK-II и его конкурента – лёгкого танка фирмы Krupp. Предпочтительнее смотрелся проект Фолльмера, так как его прототип был уже построен и успешно испытан, в то время как “крупповская” машина ещё находилась на стадии сборки. Тем не менее, армейское руководство решило подстраховаться и заказало постройку прототипов обоих машин, но с обязательным оснащением вращающейся башней.

## Описание конструкции

### Корпус
Корпус танка LK-II, в целом, остался прежним. Изменениям подверглась лишь его носовая часть. Верхние боковые бронелисты над моторно-трансмиссионным отсеком теперь устанавливались под наклоном, а у рубки появились характерные “скулы”. Борта оставались вертикальными, задняя стенка устанавливалась под наклоном. В крыше рубки находился люк с откидной крышкой, служивший для обзора и вентиляции. В прямых бортах, лобовом листе и крыше моторного отделения выполнялись жалюзи, на наклонных верхних листах – люки с откидными крышками для обслуживания двигателя. Чтобы улучшить процесс посадки-высадки экипажа двери были увеличены в размерах. Буксирный крюк, монтировавшийся в кормовой части корпуса, был несколько изменен.

### Вооружение
Вооружение танка, по первоначальному проекту, должно было состоять из 57-мм пушки или 7,92-мм пулемёта. Орудие прошло испытание в корпусе LK-II уже 29 августа 1918 года и было признано непригодным для установки на лёгкий танк. По мнению военных специалистов конструкция орудийной установки оказалась недостаточно надёжной, а при стрельбе наблюдалось сильное разрушающее воздействие на корпус. По этой причине 30 сентября Военное ведомство 57-мм орудие решило заменить на 37-мм пушку фирмы Krupp, обладавшую лучшими показателями, чем аналогичная французская SA18.
Тумбовая установка 37-мм пушки крепилась на вертикальной опоре. Конструкция щита орудия в целом была аналогична 57-мм пушке на танке A7V. Артиллерийская установка весила 500 кг, снабжалась телескопическим прицелом и маховичком горизонтальной наводки. Угол наведения по горизонтали ±30° (безбашенный вариант). В бортовых дверях предусматривались отверстия для стрельбы из ручного пулемёта MG.08/15.

### Двигатель и трансмиссия
На танках LK-II мог устанавливаться бензиновый двигатель автомобильного типа мощностью от 40 до 50 л.с. Два бензобака общей ёмкостью 170 литров располагались по бокам от двигателя, между ним и бронелистами бортов, днище баков прикрывалось 8-мм бронёй. Подача бензина производилась давлением отработанных газов. Для надёжного питания двигателя при любых наклонах машины была переделана поплавковая камера. Чтобы предотвратить заливание двигателя маслом, ввели циркуляционную систему смазки с замкнутым масляным баком. Охлаждение радиатора двигателя производилось вентилятором или эксгуаутором. Воздух всасывался из боевого, а выбрасывался через отверстия в бортах и крыше моторного отделения. Выхлопная труба выводилась с левого борта.
Трансмиссия танка состояла из следующих элементов: дисковое сцепление (главный фрикцион); 4-скоростная коробка передач автомобильного типа, продольный вал с коническими шестернями, кулачковые или дисковые сцепления, колодочные или ленточные тормоза, две приводные поперечные полуоси с коническими шестернями на одном конце и цилиндрическими на другом. Конические шестерни полуосей сцеплялись с коническими шестернями вала, образуя простой дифференциал, а цилиндрические вместе с шестернями большего диаметра на осях ведущих колес образовывали однорядные бортовые редукторы, которые помещались в картеры, укреплённые на внутренних стенках бортов. На тех же стенках в особых втулках крепились на подшипниках приводные полуоси и оси ведущих колес. Для увеличения тяговых характеристик и возможности преодолевать крутые подъёмы в трансмиссию включили промежуточную передачу, понижавшую скорость хода в 2,14 - 2,16 раза.

### Ходовая часть
Управление осуществлялось выключением и подтормаживанием одной из гусениц. Манипуляции с гусеницей одного борта производились одним качающимся рычагом на три положения. В заднем положении рычага включалось сцепление соответствующей гусеницы, в среднем - сцепление выключалось, в переднем - включался тормоз гусеницы. Т.е. механик-водитель мог регулировать радиус поворота. Минимальный радиус составлял 1,7 м. Приводы управления и элементы трансмиссии находились под полом боевого отделения. Компоновка трансмиссии и механизмов поворота вдоль продольного вала вполне соответствовала небольшой ширине боевой машины. Наружные стенки гусеничного хода получили отогнутые внутрь наклонные секции для сброса грязи с верхней ветви гусеницы - приспособление, заимствованное у танка Mk А "Whippet". Несколько был изменён, по сравнению с танком LK-I, и массивный буксирный крюк. Угол подъёма на минимальной скорости при включённой понижающей передаче достигал 41°, при выключенной - 17,5°, на максимальной - соответственно 6,5° и 2°. Система вентиляции, как считали разработчики, должна была обеспечить температуру воздуха внутри танка немного выше окружающей атмосферы.

## Испытание
На испытаниях, начавшихся 2 октября 1918 года в Мариенфельде, танк LK-II показал хорошие ходовые качества. Он мог преодолевать ров шириной до 2 метров и переходить брод глубиной до 0,5 метра. При выключенной промежуточной передаче скорость хода составляла от 3,5 до 14 км/ч, при включённой – от 1,6 до 6,5 км/ч. Угол подъёма на минимальной скорости при включённой понижающей передаче достигал 41°, при выключенной – 17,5°, на максимальной – соответственно 6,5° и 2°. Вооружение первого опытного образца состояло из 37-мм пушки, установленной в неподвижной надстройке. В данном случае, экипаж танка состоял из трёх человек: водителя, артиллериста и заряжающего. Пулемётный вариант с вращающейся башней хоть и был разработан, но его сборку до конца войны провести не удалось.
В начале августа 1918 года, после начала союзниками последнего наступления на Западном фронте (Амьенской операции), фирме Krupp поспешили выдать заказ на 65 танков, хотя опытный образец всё ещё не был готов. Тем не менее, на сравнительных испытаниях шасси Krupp и LK-II окончательный выбор был сделан в пользу танка Фолльмера.

## Производство и дальнейшая судьба
Стоимость постройки танка LK-II составляла 65000-70000 немецких марок в ценах 1918 года. В 1917 году был подготовлен заказ на 1000 танков, но за его исполнение так и не взялись, хотя из войск в течение 1918 года поступали требования на более подвижные танки лёгкого типа. Первый танк LK-II построили только осенью 1918 года. Лишь в октябре Фольмер смог представить два лёгких танка. Массовое применение лёгких танков типа LK-II имело бы гораздо больший успех, чем тяжёлых, однако их постройка так и ограничилась несколькими опытными образцами.

## Превосходство над другими танками Германской Империи
Использования LK-II является перспективнее немецких «сверхтанков», хотя бы потому что возможно использование готовых автомобильных агрегатов. Также лёгкий LK-II в 10 раз дешевле «сверхтанков», которые разрабатывались тогда в Германской империи (например Sturmpanzerwagen Oberschlesien). LK-II также является перспективным потому, что Англия тогда в основном обладала ромбовидными танками, а лёгкий и быстрый LK-II мог справиться с ним.

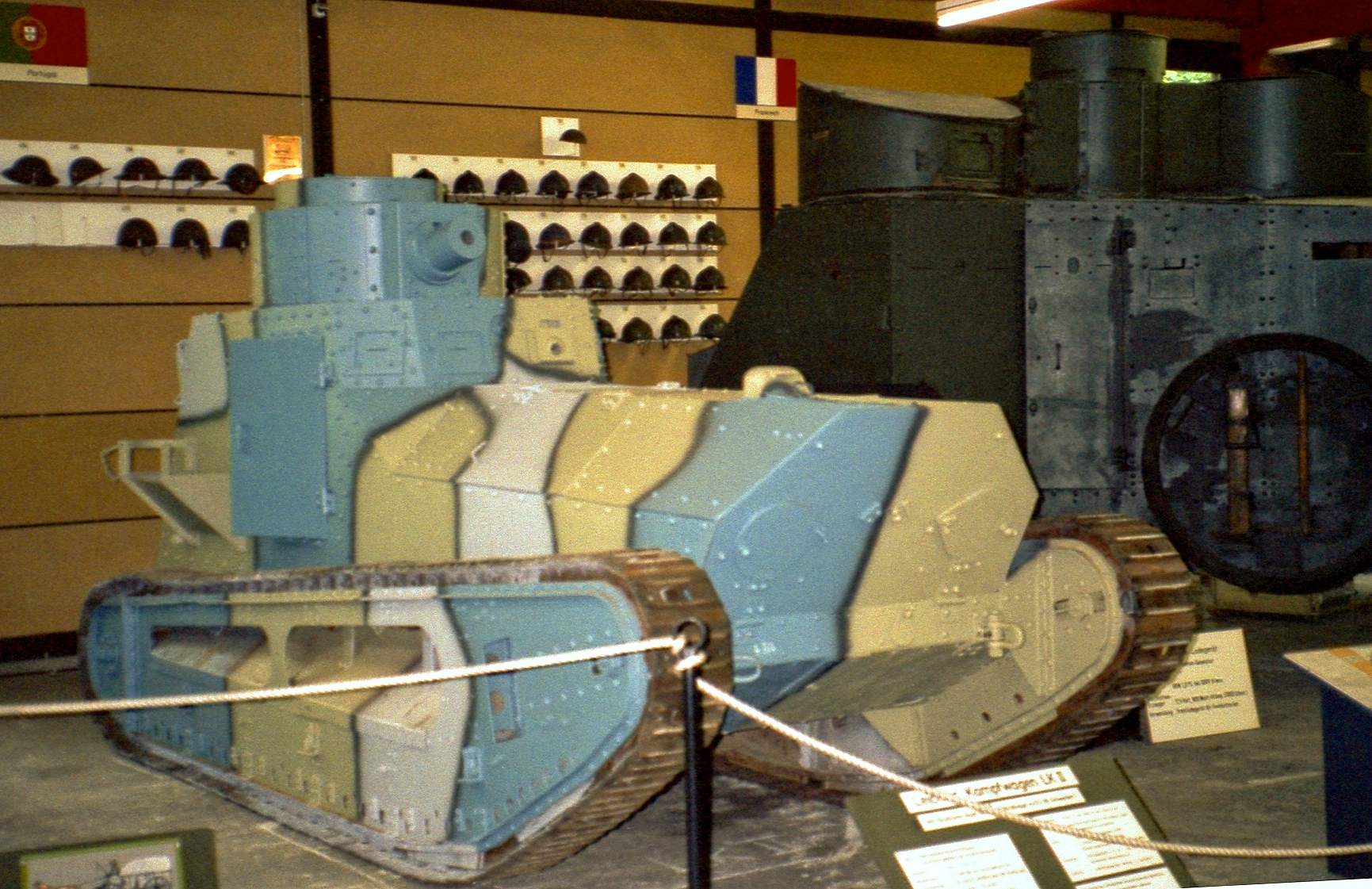
LK II в немецком танковом музее в Мюнстере

## Возможное использование
Танки LK-II могли использоваться в рейдах и разведке, что принесло бы большой урон противнику, и если бы производство LK-II было налажено ещё в Первой Мировой войне, они бы сильно помогли германскому фронту.

## Проекты других танков на базе Lk II
Осенью 1918 года, буквально за несколько месяцев до конца Первой Мировой войны, коллектив инженеров под руководством конструктора Йозефа Фолльмера представил проект Lk III, конструкция которого основывалась на шасси недавно построенного LK-II. Главным образом, значительной переработке подвергся корпус танка. На LK-II боевое отделение располагалось сзади, за моторно-трансмиссионным отсеком, что положительно сказывалось на защищённости экипажа, но отрицательно – на обзор вперёд. Устранить этот недостаток можно было только полностью переделав компоновку танка.
На проектной стадии остались две другие интересные машины, базой для которых послужил LK-II. Осенью 1918 года, в сотрудничестве с фирмой Krupp, был разработан бронированный артиллерийский тягач-транспортер. Для него разрабатывался новый корпус, со смещённым вперед отделением управления и небольшой грузовой площадкой на корме. В качестве оборонительного вооружения предусматривался один 7,92-мм пулемёт MG 08 в надстройке, а в бортах имелись дополнительные пулемётные амбразуры. Полный экипаж, вместе с пулемётчиком и расчётом орудия, составлял 6 человек. Второй вариант модернизации предусматривал создание десантного танка. В общем он напоминал серийный LK-II, но боевое отделение было существенно удлинено. Также предполагалась установка одного пулемёта в корпусе. Башня на этой машине отсутствовала.

## Экспорт в Швецию и Венгрию

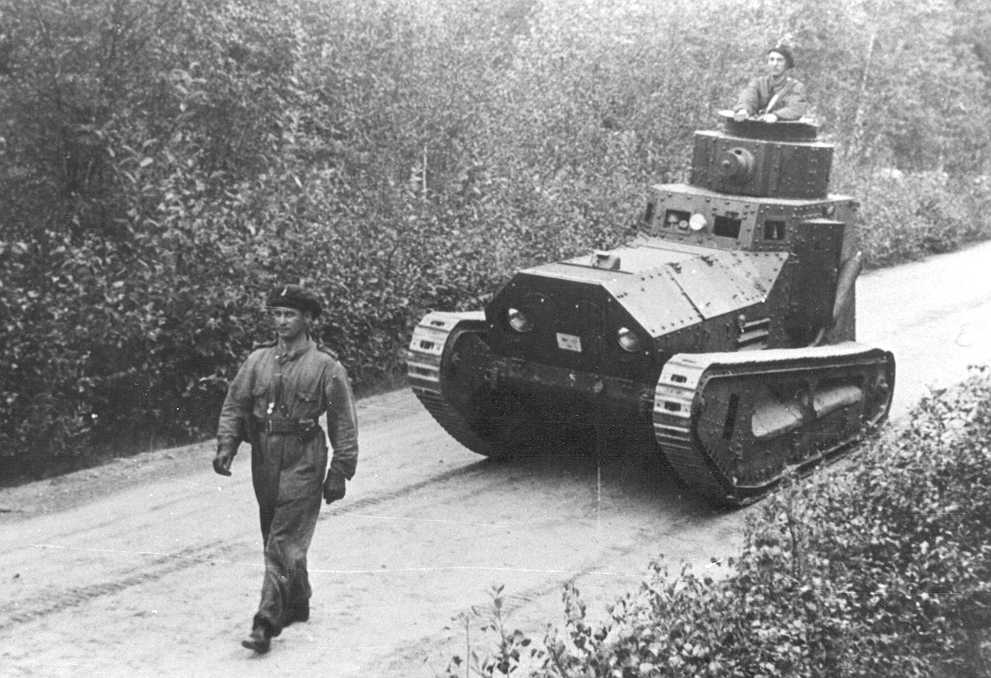
LK II в шведской армии

В начале 1919 года было подписано соглашение с Венгрией, армия которой оказалась в похожей ситуации. Для серийного производства выбрали модернизированный вариант LK-II оснащённый пулемётным вооружением и несколько изменённым корпусом. Передняя часть получила обратный наклон, а лобовые жалюзи демонтированы – вместо них устанавливался монолитный бронелист. Конструкция ходовой части не менялась. Башня также сохраняла цилиндрическую форму, но на её крыше устанавливалась небольшая наблюдательная башенка. По такому образцу было собрано 14 танков, которые оставались на вооружении в Венгрии вплоть до конца 1930-х гг. Не меньшую заинтересованность в покупке небольшой партии лёгких танков выразили представители Швеции. Однако и тут на пути встал запрет, также наложенный Антантой на поставку бронетехники в другие страны. Как и в случае с Венгрией, немецкие LK-II были разобраны, погружены на корабль и по документам проходили как трактора. Сделка была осуществлена через фирму Steffen & Heyman из Шарлоттенбурга. В дальнейшем в Швецию прибыли немецкие танковые специалисты, оказавшие помощь в сборке танков. Все полученные LK-II поступили на вооружение шведской армии под обозначением Stridsvagn m/21. В течение 1929-1932 гг. они прошли модернизацию и, после переименования в Stridsvagn m/21-29, служили вплоть до 1941 г. В настоящее время одна из таких машин находится в танковом музее, а венгерских LK-II не сохранилось.

## Сохранившиеся экземпляры
- ФРГ — 1 прототип в Немецком танковом музее в городе Мунстер, Германия. Танк был куплен Швецией в начале 1920-х и подарен Германии в 1995.
- Швеция — 1 Strv m/21 и 1 Strv m/29 (оба ходовые) в Музее Arsenalen. 1 Strv m/21 без двигателя в музее Учебного полка ВС Швеции в городе Стренгнес.